# Vincelles, Marne

Vincelles este o comună în departamentul Marne, Franța. În 2009 avea o populație de 323 de locuitori.